# 웬디 테스터버거
웬디 테스터버거(Wendy Testaburger)는 《사우스 파크》 시리즈에 나오는 가상의 주인공이다. 웬디는 메리 케이 버그만, 모나 마쉘, 엘리자 슈나이더가 성우를 맡았지만 현재 성우는 에이프릴 스튜어트이다. 파일럿 형식인 "Cartman Gets an Anal Probe" 판에서는 Rochelle Leffler이 목소리를 내었다.

## 삶
웬디는 사우스 파크 초등학교에서 논쟁의 여의가 있지만 가장 똑똑하고 친절한 여자애인데, 종종 자신이 하고 싶은 행동을 자유롭게 표현하곤 한다. 그녀의 제일 친한 친구는 금발 머리를 가진 베베이다.
때때로 그녀는 카트먼을 매우 싫어하지만, 그녀는 "Chef Goes Nanners" 에피소드에서 잠시 동안 카트먼과 사랑에 빠지게 되고, 키스도 하게 된다.
웬디는 카트먼이 만든 보이밴드인 핑거뱅에 5번째 단원으로 참가하게 되고, 나중에 애들이 노래를 부를 때, 널리 알려진 완곡한 Miss Susie 리듬으로 흥을 깨게 된다.
웬디는 자유주의와, 여성주의자적인 특성은 몇몇 에피소드에서 일치되지 않는다. 6 시즌의 "Bebe's Boobs Destroy Society" 에피소드에서, 웬디는 베베의 가슴이 다른 남자들의 관심을 끌었기 때문에, 그것에 대한 질투심으로 가슴 수술을 받게 된다. 나중 에피소드에서 웬디는 패리스 힐튼이 널리 유행시킨 '더러운 창녀' 유행에 빠지지 않는 여자 중의 하나이다.

## 스탠과의 우정
《사우스 파크》의 초기 부분에서, 웬디는 종종 스탠과 이야기를 하려고 하지만, 스탠은 그 말에 반응해서 구토를 하게 되고, 그래서 그녀는 기겁을 하면서 가버리게 된다.
《사우스 파크》의 초기에서, 웬디는 스탠의 여자친구가 되었는데, 시리즈가 가면 갈수록 그 둘 사이는 점점 소원해져 갔다. "Tom's Rhinoplasty"에서는 스탠이 임시 교사인 엘렌 선생에게 푹 빠지자 웬디는 엘렌 선생을 질투했고, 나중에 이라크 군인들에 살인 청부를 의뢰하고 군인들은 엘렌 선생을 끌고 로켓에 태운 후 쏘아 올리며 죽는 것을 바라본다. 그리고 7 시즌의 "Raisins" 에피소드에서 공식적으로 둘은 깨지게 되었다. 이 에피소드에서 웬디는 토큰과 같이 데이트 하는 것을 볼 수 있고, 그리고 그가 제일 중요한 역할로 나온 "Stupid Spoiled Whore Video Playset"에서 그 둘의 사이는 더 멀어졌음이 확실했다. 《극장판 사우스 파크》에서, 그녀는 야데일의 그레고리와 사귀게 되는데, 야데일은 그 전 에피소드에서 나타난적이 없었고, 영화에서 처음 등장했다. 그러나 스탠은 "Follow the Egg!" 에피소드에서 그녀에 대한 감정이 있는 것처럼 보이게 된다. 스탠은 그녀와 짝이 된 카일을 질투하고, 카일에게 그녀와의 관계를 추궁하였다. 그래서 스탠과 웬디가 다시 합쳐서 다닌다는 루머가 나돌기도 하였다.
그러다 "The List"에서 리스트의 실체를 파헤친 끝에 스탠과 재결합했으나, "Elementary School Musical"에서 브라이든이라는 3학년 남학생과 어울리게 되자 스탠은 웬디를 잃을까봐 불안해하는 모습을 보였는데 웬디가 스탠의 볼에 키스를 하는 것을 보면 "The List" 이후 스탠이 구토를 하는 패턴이 사라졌다고 볼 수 있다. "You Have 0 Friends"에서는 페이스북의 프로필 설정을 커플이 아닌 애인 없음이라 설정했다며 스탠에게 화내는 모습을 보였고, "Butters' Bottom Bitch"에서도 스탠에게 화내는 묘사가 나온다. 다만 "Ass Burgers"에서는 아스퍼거 증후군을 의심한 스탠이 걱정되자 카일에게 스탠과 얘기해보라고 설득하는 것을 보면 걱정해주는 모습을 보인다. 하지만 "Gluten Free Ebola"에서 스탠을 포함해 4인방(카일, 카트먼, 케니)과 버터스가 벤처 사업을 하게 되고 스탠은 웬디와 헤어지지만 나중에 가선 후회하며 다시 화해를 선언하고, "Skank Hunt"에서는 다시 편지를 통해 스탠과 헤어지게 되는 묘사가 등장한다.

## 생김새
웬디는 자주색 베레모를 쓰고 있고, 노란 바지를 입고 있다. 그녀는 또한 남색 벙어리 장갑을 끼고 있다. 웬디의 베레모 밑에는 이마에 드린 검은 긴 머리가 나타난다. 웬디의 캐릭터는 《사우스 파크》 제작자인 트레이 파커를 좋아한 리안 아다모를 기초로 하였다. 웬디는 또한 콜로라도주의 페어 플레이에 있는 Wendy Gamsey를 기초로 하였다.

## 그 밖에
- 어떤 이들은 웬디의 이름이 유명한 패스트 푸드 체인점의 이름을 따왔다고 말하고, 웬디의 성이 "Tastyburger"에서 변형되었다고 주장한다.
- "Weight gain 4000" 에피소드의 주석에서,[3], 웬디의 이름은 맷 스톤의 친구의 아내인 웬디 웨스터버거에서 나왔다고 한다.

## 웬디가 특출하게 나온 에피소드
- "101 Cartman Gets an Anal Probe" - 스탠과 웬디가 처음 만난 에피소드. 스탠은 웬디를 보면 구토를 하는데, 웬디와 그 구토물을 보면서 대화를 나누게 된다.
- "102 Weight Gain 4000" - 카트만은 환경에 대한 수필로 상을 타게 되고, 웬디는 카트만이 "월든"을 베낀것을 밝혀낸다.
- "107 Pink Eye" - 웬디는 츄바카 옷으로 대상을 받게 되고, 광대 복장을 한 스탠은 애들에게 놀림 당하게 된다. 나중에 스탠은 복수를 꿈꾸지만, 자기를 덮치러온 좀비가 된 웬디를 죽이지 않는다.
- "111 Tom's Rhinoplasty" - 웬디는 새로 온 선생님이 스탠의 마음을 홀리는 것을 보고, 선생님에게 처절한 복수를 가한다.
- "209 Chef's Chocolate Salty Balls" - 웬디는 스탠과 같이 독립 영화제를 보러가게 된다.
- "212 Clubhouses" - 웬디는 스탠에게 클럽 하우스를 만들자고 제의하게 된다.
- "408 Chef Goes Nanners" - 웬디는 인종차별적 요소가 있는 사우스 파크의 깃발을 바꾸는 입장에 서게 된다. 그 와중에 카트맨과 같이 작업을 하게 되고 꿈에서 사랑에 빠져 결국 서로 입맞춤을 하게 된다.
- "409 Something You Can Do with Your Finger" - 웬디는 카트먼의 밴드(핑거뱅)에 들어오려고 오디션을 보게 된다. 하지만 카트먼은 여자는 보이 밴드에 들어갈 수 없다고 항의하지만 나머지 셋은 웬디를 합격시킨다.
- "507 Proper Condom Use" - 웬디는 남자들에 대해서 적개감을 느끼게 되고, 다른 여자애들과 남자들을 막는 요새를 만들게 되지만 남학생들에 의해 요새가 파괴된다.
- "610 Bebe's Boobs Destroy Society" - 웬디는 베베의 가슴에 모든 남자애들이 끌리는 것을 보게 되고, 가슴 확대 수술을 받기로 한다.
- "714 Raisins" - 웬디가 스탠과 헤어지게 되며, 스탠은 잠시 고스 키즈에 들어가고 웬디는 잠시 토큰과 교제한다.
- "812 Stupid Spoiled Whore Video Playset" - 모든 여학생이 창녀가 되었을 때 웬디는 패리스 힐튼의 추잡스러움을 닮기 위해서 노력하지만, 결국에는 따라하지 못한다.
- "910 Follow that Egg!" - 웬디는 카일과 같이 조가 되지만, 스탠은 카일의 조를 의심하게 되는데 동성애 결혼을 반대하는 게리슨 선생은 스탠과 카일을 맺어주게 된다.
- "1114 The List" - 웬디는 스탠과 함께 여자 애들의 리스트에 얽힌 비리를 밝히게 된다. 이 사건을 계기로 둘은 재결합한다.
- "1209 Breast Cancer Episode Ever" - 유방암에 관한 발표 도중 카트먼에게 시비가 붙자, 웬디는 후에 카트맨과 싸우게 된다.
- "1213 Elementary School Musical" - 학교에 갑자기 뮤지컬 붐이 일게 되고 웬디는 그런 뮤지컬을 잘하는 브라이든에게 (스탠의 눈 앞에서)호감을 표시한다.
- "1304 Eat, Pray, Queef" - 테런스 & 필립의 주 소재인 방귀는 개그가 되었지만 Queef(여자의 질을 이용해 공기를 내뿜는 일종의 방귀같은 행위)는 심각한 행위라고 인식하는 남자들에게 Queef를 먹이는 계략을 만든다.
- "1313 Dances with Smurfs" - 카트맨에 의해 웬디는 스머프 마을을 침략하는 악당이 되는데, 웬디는 이를 역 이용해 카트맨이 만들어낸 이야기를 영화사에 팔아버리고 카트맨에게 전교 회장자리를 넘긴다.
- "1404 You Have 0 Friends" - 스탠이 'Susan92'라는 아이디에게 토끼옷을 입고 찍은 사진을 보여준 것을 보고 분노하여 스탠에게 화내고 간다. 하지만 Susan92는 스탠의 할머니이다.
- "1508 Ass Burgers" - 아스퍼거 증후군을 의심한 스탠이 친구들에게 외면받자, 웬디는 이를 걱정하며 카일에게 스탠과 얘기해보라며 조언한다.
- "1710 The Hobbit" - 웬디는 킴 카다시안을 좋아하는 버터스에게 화를 낸 후 포토샵을 이용해 리사 버거를 보정하는 것을 예로 들며 자아상을 훼손한다며 우려했지만 버터스는 보정한 리사의 모습을 업로드하며 리사에게 고백을 하러 간다.
- "1906 Tweek x Craig" - 웬디는 야오이에 대해 소개하는데 그 중에서 크레이그와 트윅과 엮은 사진들을 보여준다.
- "2002 Skank Hunt" - Skankhunt42라는 악플러 때문에 SNS를 끊게 된 하이디로 인해 성차별 문제가 불거지자 결국 웬디를 포함한 여학생들은 편지를 통해 남자친구들과 헤어지게 되며 스탠도 마찬가지로 웬디와 헤어지게 된다.

## 참고사항
1. ↑  Westwood, Willie (1998). “Willie Westwood - 사우스 파크의 기본 배우들”. March 31에 확인함.
2. ↑  페어플레이가 사우스 파크에 미친 영향
3. ↑  “보관된 사본”. 2006년 12월 30일에 원본 문서에서 보존된 문서. 2007년 1월 1일에 확인함.